# 시칠리아노

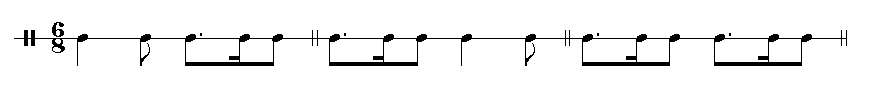
시칠리아노의 리듬.

시칠리아노(siciliana, siciliano)는 바로크 시대에 시작된 다양한 음악 작품에 종종 포함되는 음악 스타일이나 장르를 말한다.
시칠리아섬의 농민에게서 유래한 춤곡으로, 17, 18세기에 널리 유럽에서 유행을 보았다. 8분의 6 또는 8분의 12박자의 것이 많으며, 목가적인 성격이 있는 느린 것이다. 멜로디에 점(附點)리듬을 두기도 하고, 장식을 붙이기도 하는 일이 많다.